# Cachexia
Cachexia är ett släkte av skalbaggar. Cachexia ingår i familjen stumpbaggar.
Kladogram enligt Catalogue of Life:
| Cachexia | \| \| Cachexia guyanensis \| \| \| \| \| \| Cachexia puberula \| \| \| \| \| \| Cachexia reburrus \| \| \| \| |
|          | \| \| Cachexia guyanensis \| \| \| \| \| \| Cachexia puberula \| \| \| \| \| \| Cachexia reburrus \| \| \| \| |
|          | Cachexia guyanensis                                                                                           |
|          | |
|          | Cachexia puberula                                                                                             |
|          | |
|          | Cachexia reburrus                                                                                             |
|          | |